# Висеєць
Висеєць (словен. Visejec) — поселення в общині Жужемберк, регіон Південно-Східна Словенія, Словенія. Висота над рівнем моря: 392 м.